# ريتو بيرا
ريتو بيرا (من مواليد 3 يناير 1987) هو حارس مرمى سويسري محترف في لعبة هوكي الجليد يلعب حاليًا مع فريق فريبورغ جوتيرون من الدوري الوطني (NL). بيرا عبت سبعة مواسم في سويسرا الرابطة الوطنية A ، وقضاء الوقت مع GCK الأسود، HC دافوس و SCL النمور قبل أن ينضم EHC بيال في عام 2009 حيث كان حارس مرمى الفريق ابتداء لمدة أربع سنوات. لقد كان مسودة في NHL من سانت لويس بلوز، تم اختياره في الجولة الرابعة من مشروع دخول NHL لعام 2006 وتم تداوله إلى كالغاري فليمز، الذي ظهر معه لأول مرة في NHL في 2013-14 . دوليا، لعب بيرا مع المنتخب السويسري في عدة مناسبات. وقد ظهر في اثنين من بطولة العالم. في بطولة 2013، شارك في مهام حراسة المرمى مع مارتن جربر وساعد في قيادة سويسرا للفوز بالميدالية الفضية، وهي أول ميدالية للبلاد منذ 60 عامًا.

## مهنة اللعب

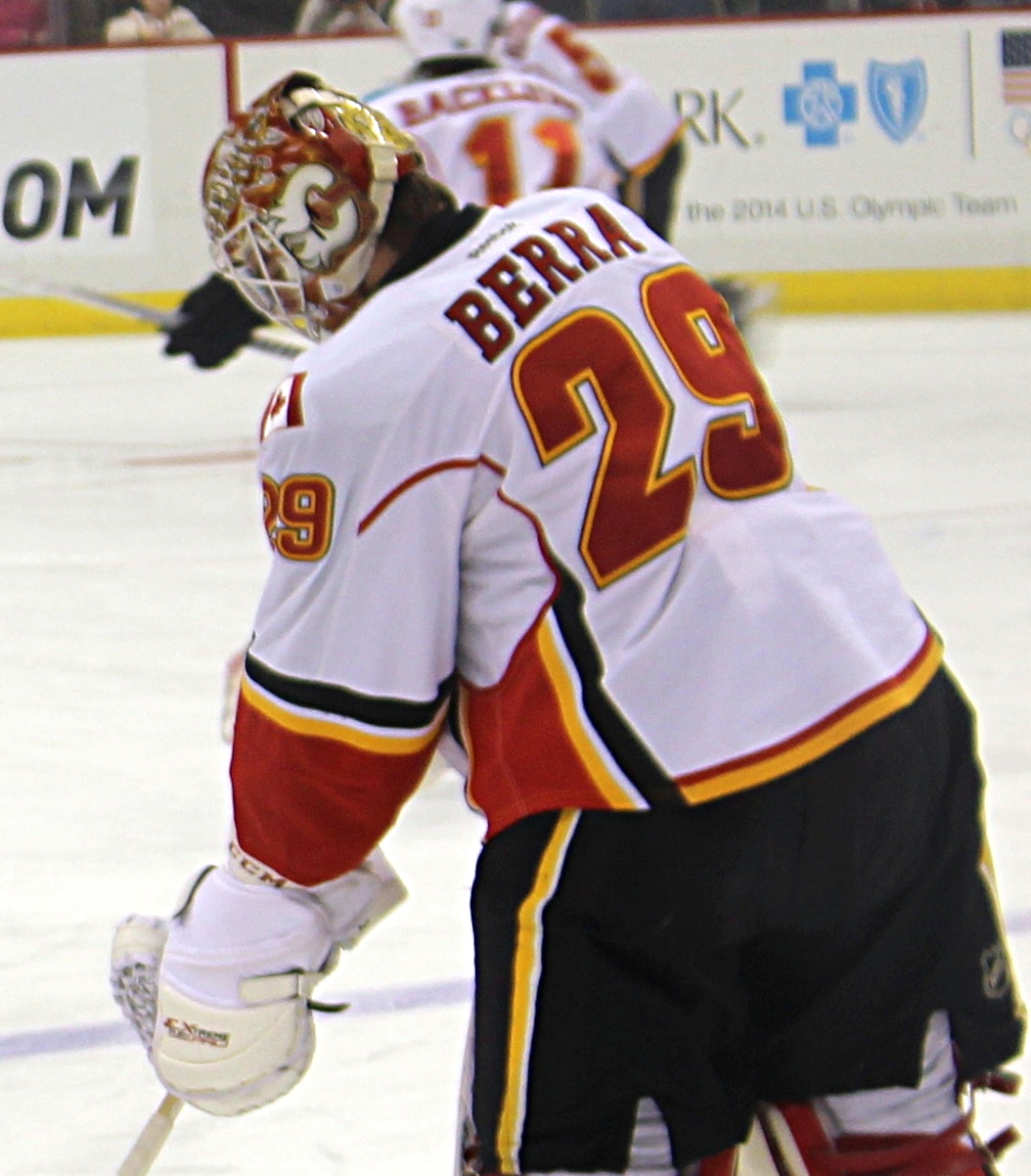
ريتو بيرا في ديسمبر 2013

لعب ريتو بيرا هوكي الشباب في مسقط رأسه بولاخ، حيث أصبح حارس مرمى بدوام كامل في سن 11. لعب في 2001 بطولة كيبيك الدولية للهوكي بي وي مع فريق شباب من زيوريخ.
لعب ريتو بيرا أول مباراة احترافية له في 2003-2004 في الدوري الوطني B (NLB) لفريق GCK Lions ، وبعد عامين لعب أول مبارياته في الدوري الوطني A (NLA) مع ZSC Lions. لفت انتباه سانت لويس بلوز خلال بطولة هوكي الجليد العالمية للناشئين لعام 2006، واختاره الفريق باختياره من الدور الرابع، رقم 106 بشكل عام، في مسودة دخول دوري الهوكي الوطني لعام 2006 (NHL). اختار ريتو بيرا البقاء في سويسرا حيث كان حارس مرمى احتياطي لفريق الأسود ونمور إس سي إل واتش سي دافوس. كان عضوًا في فريق بطولة HC Davos السويسرية في عام 2009. 

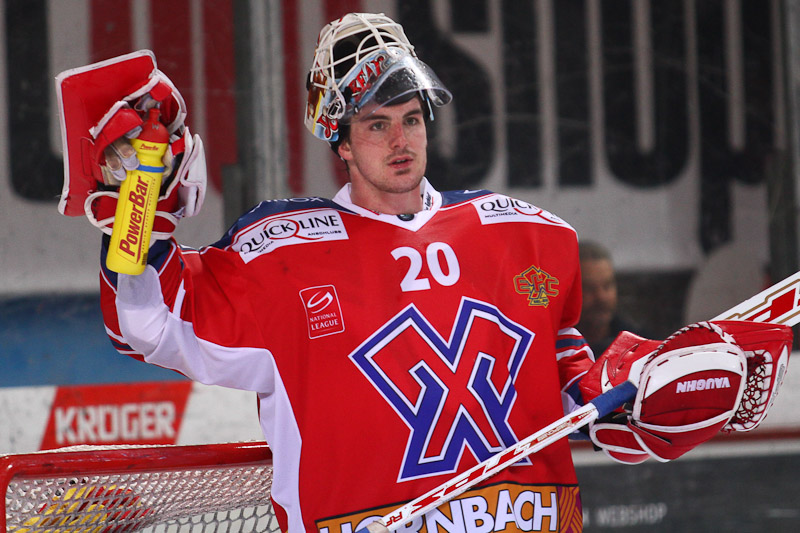
ريتو بيرا مع EHC Biel في عام 2010

بالانتقال إلى EHC Biel لموسم NLA 2009-10، أصبح ريتو بيرا حارس المرمى الأساسي للفريق وظهر في 40 مباراة، وسجل سجل فوز وخسارة 16-20 وهدفًا مقابل متوسط (GAA) 3.36.  لقد تحسن خلال المواسم التالية، وبلغت ذروتها في 2011-12 عندما تم اختياره أفضل حارس مرمى في NLA لهذا العام بعد أن سجل 23-26 رقمًا قياسيًا مع Biel و 2.45 GAA.  نظرًا لأنه لعب مع Biel في موسم 2012-13 NLA ، تم تداول حقوق لعب ريتو بيرا في NHL من قبل البلوز في 1 أبريل 2013. حصل The Calgary Flames على حقوقه، جنبًا إلى جنب مع Mark Cundari واختيار مسودة الجولة الأولى، في مقابل المدافع جاي بوميستر.
بعد الانتهاء من موسمه الرابع مع بيل، اعتقد ريتو بيرا أن مسيرته قد تقدمت لدرجة أنه يمكن أن ينجح في أمريكا الشمالية.  وقع عقدًا لمدة عام واحد مع كالجاري لموسم 2013-14 NHL. أراد فريق The Flames أن يكتسب ريتو بيرا خبرة في اللعب في أمريكا الشمالية وعينه في فريق أبوتسفورد هيت التابع لرابطة الهوكي الأمريكية (AHL) لبدء الموسم. بعد تسع مباريات مع هيت حيث سجل 2.66 GAA و 0.908 نسبة إنقاذ، تم استدعاء ريتو بيرا إلى كالجاري. قدم ريتو بيرا أول ظهور له في دوري الهوكي الوطني في 3 نوفمبر 2013، حيث قام ب 42 تصديًا ليحقق فوزه الأول عندما هزم فريق Flames حامل لقب كأس ستانلي شيكاغو بلاكهوكس، 3-2.
ظهر ريتو بيرا في 29 مباراة مع Flames وسجل 9–17–2 مع 2.95 GAA. في 5 مارس 2014، قام فريق Flames بتبادله مع كولورادو أفالانش في مقابل اختيار الجولة الثانية. قبل ظهوره لأول مرة مع الانهيار الجليدي وكوكيل حر وشيك في نهاية الموسم، وقع بيرا على تمديد عقد مدته ثلاث سنوات لتولي دور النسخ الاحتياطي لـ Semyon Varlamov في 13 مارس 2014.
في 16 يناير 2015، أثناء لعبه مع Lake Erie Monsters ، أصبح ريتو بيرا حارس المرمى الحادي عشر في تاريخ AHL الذي يسجل هدفًا، عندما أطلق العفريت على طول الجليد ليسجل في الشباك الفارغة ضد شيكاغو وولفز.
مع اقتراب العام الأخير من عقده وبعد أن تم تجاوزه إلى الخيار الثالث على مخطط العمق بواسطة كالفين بيكارد، تم تداول ريتو بيرا من قبل الانهيار الجليدي إلى فلوريدا بانثرز في مقابل روكو جريمالدي في 23 يونيو 2016. في موسم 2016-2017 التالي، كخيار سلسلة Panthers الثالثة كما تم تعيينه لفرع Springfield Thunderbirds الافتتاحي لـ AHL. قاد ريتو بيرا فريق Thunderbirds مع 12 فوزًا في 31 مباراة، وتم استدعاءه إلى Panthers للعب الموسم العادي، حيث ظهر في 7 مباريات.
في 11 فبراير 2017، وافق ريتو بيرا على عقد لمدة ثلاث سنوات مع HC Friborg-Gottéron من الرابطة الوطنية بقيمة 3.5 مليون فرنك سويسري. سيبدأ العقد من موسم 2017-18. في 5 يوليو 2017، أُعلن أن ريتو بيرا قد استخدم شرط الخروج من NHL في الحصول على عقد أحادي الاتجاه لمدة عام واحد مع Anaheim Ducks . ستظل السنتين المتبقيتان من عقده مع فريبورغ-غوترون سارية المفعول. 
عند الانتهاء من موسم 2017-18، بعد أن ظهر في 5 مباريات مع البط بشكل أساسي باعتباره حارس المرمى الثالث للنادي، تم الإعلان عن عودة ريتو بيرا إلى HC Friborg-Gottéron لبدء العقد المتفق عليه مسبقًا في 1 مايو 2018. 
في 22 أغسطس 2019، وقع ريتو بيرا على تمديد عقد مدته أربع سنوات مع شركة فريبورغ بقيمة 3.2 مليون فرنك سويسري حتى موسم 2023/24.

## مسرحية دولية
مثل ريتو بيرا سويسرا في العديد من البطولات الدولية. لعب مع المنتخب الوطني للناشئين ثلاث مرات؛ الأولى كانت في 2005 IIHF بطولة العالم تحت 18 سنة حيث ظهر ريتو بيرا في مباراتين، وفاز في واحدة، للمركز التاسع السويسري. لعب أيضًا في بطولتين عالميتين للناشئين، حيث ظهر في جميع مباريات بلاده الست في كل من 2006 و 2007 حيث احتلت سويسرا المركز السابع في كلا العامين. مع الفريق الأول، ظهر ريتو بيرا في أربع من مباريات بلاده السبع في بطولة العالم IIHF 2012 حيث سجل رقما قياسيا من 1 إلى 3 وحصل على GAA 3.01.
في بطولة العالم IIHF 2013 ، قسم ريتو بيرا مهام حراسة المرمى مع مارتن جيربر.  ظهر ريتو بيرا في أربع مباريات، وفاز في جميع المباريات الأربع وسجل GAA بقيمة 1.00. خاض الفريق السويسري غير المعلن «سباق سندريلا» في البطولة، وفاز بأول تسع مباريات في البطولة. وجاء الفوز التاسع في نصف النهائي حيث قاد ريتو بيرا فريقه إلى فوز مفاجئ على الولايات المتحدة. لقد سجل إغلاقًا في فوز 3-0 الذي ضمن للسويسريين أول ميدالية في بطولة العالم منذ 60 عامًا. ووصف ريتو بيرا الفوز: «أعتقد أنه أكبر فوز لسويسرا منذ فترة طويلة، وأعتقد أيضًا أنه بالنسبة لكثير من اللاعبين كان أهم مباراة في حياتهم اليوم». انتهت البطولة بخيبة أمل للسويسريين، حيث خسر جربر مباراة الميدالية الذهبية، 5-1 أمام السويد. الميدالية الفضية تضاهي أفضل نتيجة في تاريخ سويسرا.
عاد هيلر وريتو بيرا إلى المنتخب السويسري لدورة الألعاب الأولمبية الشتوية 2014 .  ظهر ريتو بيرا في واحدة من أربع مباريات لسويسرا، وخسر 1-0.

## روابط خارجية
- Biographical information and career statistics from
- ريتو بيرا في hockeysfuture.com